# Nguyễn Thị Định
Nguyễn Thị Định (15 tháng 3 năm 1920 – 26 tháng 8 năm 1992), còn được gọi là Madame Nguyễn Thị Định, Ba Định (bí danh Bích Vân, Ba Tấn, Ba Nhất và Ba Hận), là nữ Thiếu tướng Quân đội nhân dân Việt Nam đầu tiên và nữ chính trị gia người Việt Nam. Bà nguyên là Phó Tư lệnh Quân giải phóng Miền nam Việt Nam, Phó Tư lệnh Chiến dịch Hồ Chí Minh, Bí thư Tỉnh uỷ Bến Tre, Phó Chủ tịch Hội đồng Nhà nước, Chủ tịch Hội Liên hiệp Phụ nữ Việt Nam, Uỷ viên Trung ương Đảng khoá IV, V, VI. Đại biểu quốc hội khoá VI, VII, VIII, Huân chương Hồ Chí Minh.

## Tiểu sử
Nguyễn Thị Định sinh ngày 15 tháng 3 năm 1920 tại Lương Hòa, Giồng Trôm, Bến Tre. Gia đình của bà là nông dân nhưng tham gia phong trào chống Pháp.

## Hoạt động cách mạng và sự nghiệp chính trị

### Giai đoạn Đấu tranh giành độc lập và Kháng chiến chống Pháp
Năm 1936, được sự dìu dắt của người anh ruột là Nguyễn Văn Chẩn, bà tham gia phong trào Đông Dương đại hội như đi liên lạc, rải truyền đơn. Bà đã vận động bà con chống sự áp bức, bóc lột cường hào ở địa phương.
Năm 1938, bà được kết nạp vào Đảng Cộng sản Đông Dương.
Năm 1940, chồng bà bị đối phương bắt đày đi Côn Đảo và hy sinh ở đó. Nửa năm sau, bà cũng bị giặc bắt đày đi Bà Rá (thuộc tỉnh Bình Phước ngày nay.)
Năm 1943, do bị đau tim nặng, bà được trở về quê, chịu sự quản thúc của chính quyền địa phương.
Năm 1944, bà bắt liên lạc được với tổ chức cách mạng rồi tiếp tục hoạt động.
Tháng Tám năm 1945, bà tham gia khởi nghĩa giành chính quyền ở Bến Tre.
Tháng 3 năm 1946, bà tham gia đoàn cán bộ miền Nam ra Bắc gặp Chủ tịch Hồ Chí Minh và chính phủ để báo cáo tình hình kháng chiến ở Nam Bộ và xin chi viện vũ khí. Tháng 11 năm đó, bà làm Trưởng đoàn của đoàn thuyền chở vũ khí về Nam.
Năm 1947, bà được bầu vào Tỉnh ủy Bến Tre. Từ đó, bà cùng các cán bộ lãnh đạo ở địa phương tổ chức cuộc kháng chiến của nhân dân Bến Tre.
Năm 1954, cuộc kháng chiến của nhân dân Bến Tre cùng với cả nước đã giành được thắng lợi.

### Giai đoạn Kháng chiến chống quân đội Mỹ
Những năm sau khi Hiệp định Giơ-ne-vơ (tháng 7 năm 1954), Bến Tre là một trọng điểm cần phải bình định của chính quyền Ngô Đình Diệm. Trong thời gian này, bà là một trong những cán bộ chủ chốt của Đảng bộ Bến Tre, đã cùng với các cán bộ lãnh đạo khác ra sức bảo vệ cách mạng, nhân dân.
Tháng 11 năm 1959, bà làm Phó bí thư Tỉnh ủy Bến Tre. Sau đó bà nhận nhiệm vụ về khu ủy Trung Nam Bộ (Khu 8 cũ) dự hội nghị tiếp thu Nghị quyết 15 của Ban Chấp hành Trung ương Đảng. Đầu năm 1960, bà một trong những người lãnh đạo Đồng khởi Bến Tre và là người chỉ đạo trực tiếp cuộc Đồng khởi đợt I (17.1.1960) ở ba điểm xã Định Thủy, Bình Khánh và Phước Hiệp (thuộc huyện Mỏ Cày Nam hiện nay) thắng lợi, mở đầu cho phong trào Đồng khởi trong tỉnh và toàn miền Nam sau này.
Sau cuộc Đồng khởi Bến Tre, bà làm Bí thư tỉnh ủy và Chủ tịch Mặt trận Giải phóng tỉnh Bến Tre.
Năm 1964, trong Đại hội dân tộc giải phóng miền Nam lần thứ nhất, bà được bầu làm Ủy viên Chủ tịch đoàn Ủy ban Trung ương mặt trận. Năm 1965, bà giữ chức Phó Tư lệnh quân Giải phóng miền Nam; tại đại hội Phụ nữ toàn miền Nam, bà làm Hội trưởng Hội Liên hiệp Phụ nữ Giải phóng miền Nam. Năm 1974, bà được phong quân hàm Thiếu tướng quân đội nhân dân Việt Nam.

## Phó Chủ tịch Hội đồng Nhà nước (1987–1992)
Sau ngày miền Nam hoàn toàn giải phóng (sau năm 1975), bà giữ nhiều chức vụ quan trọng của Đảng và Nhà nước như: Ủy viên Trung ương Đảng khóa IV, V, VI; Đại biểu Quốc hội Việt Nam khóa VI, VII, VIII; Chủ tịch Hội Liên hiệp Phụ nữ Việt Nam. Từ 1987 đến 1992, bà giữ chức Phó Chủ tịch Hội đồng Nhà nước.

## Qua đời
Ngày 26 tháng 8 năm 1992, bà từ trần tại Thành phố Hồ Chí Minh. Hưởng thọ 72 tuổi.

## Danh hiệu

### Giải thưởng
- Huân chương Hồ Chí Minh[11]
- Huân chương Chiến công hạng Nhất
- Huân chương Quân công hạng Nhất
- Huân chương Kháng chiến Chống Mỹ cứu nước hạng Nhất
- Được Đảng và Chính phủ Cu-Ba trao tặng Huân Chương Hiron
- Giải thưởng Hòa bình Lenin của Liên Xô trao tặng
- Huy hiệu 50 năm tuổi Đảng
- Ngày 30 tháng 8 năm 1995, bà Nguyễn Thị Định được Chủ tịch nước truy tặng danh hiệu Anh hùng lực lượng vũ trang nhân dân.

### Thờ phụng

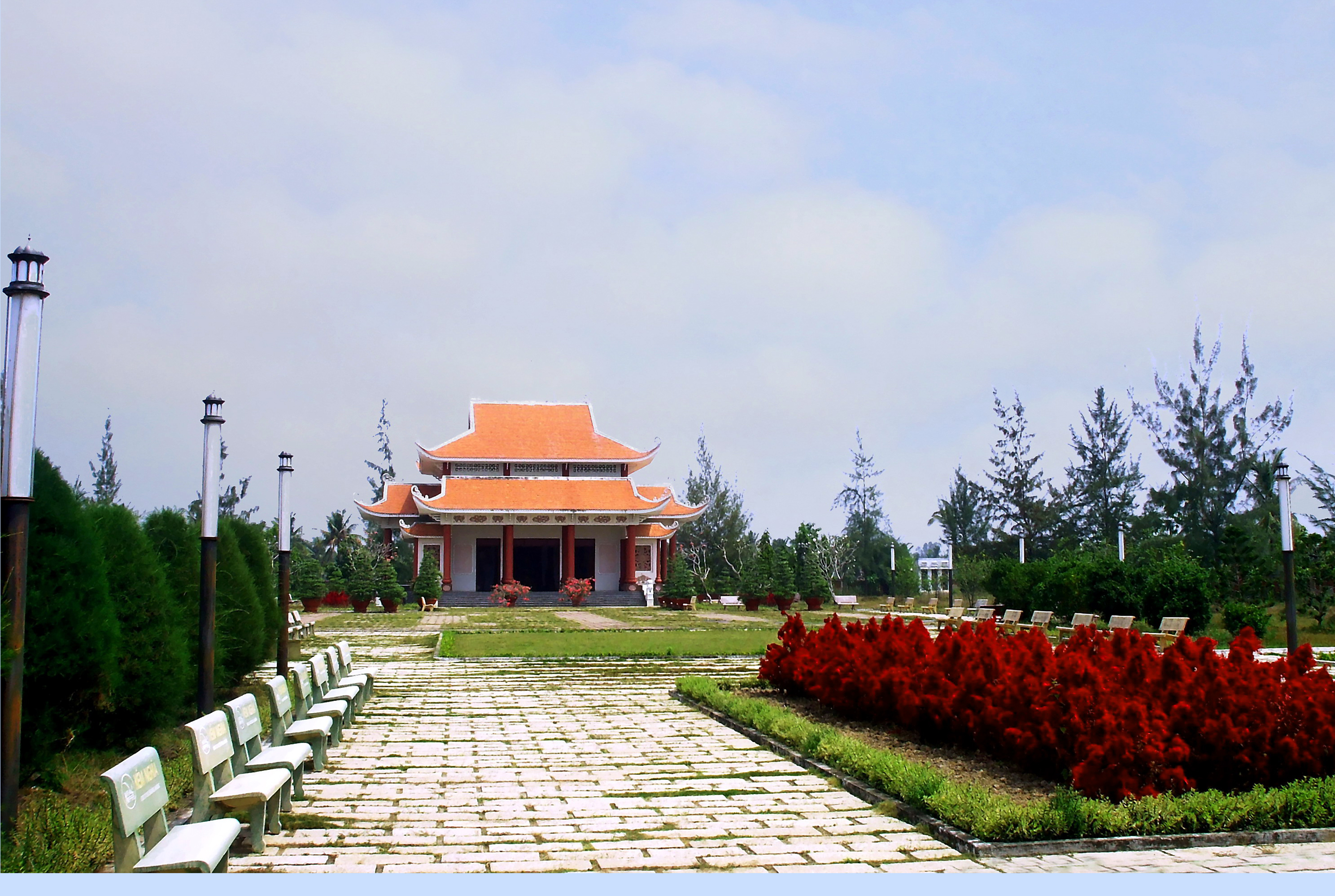
Đền thờ Nguyễn Thị Định tại Bến Tre

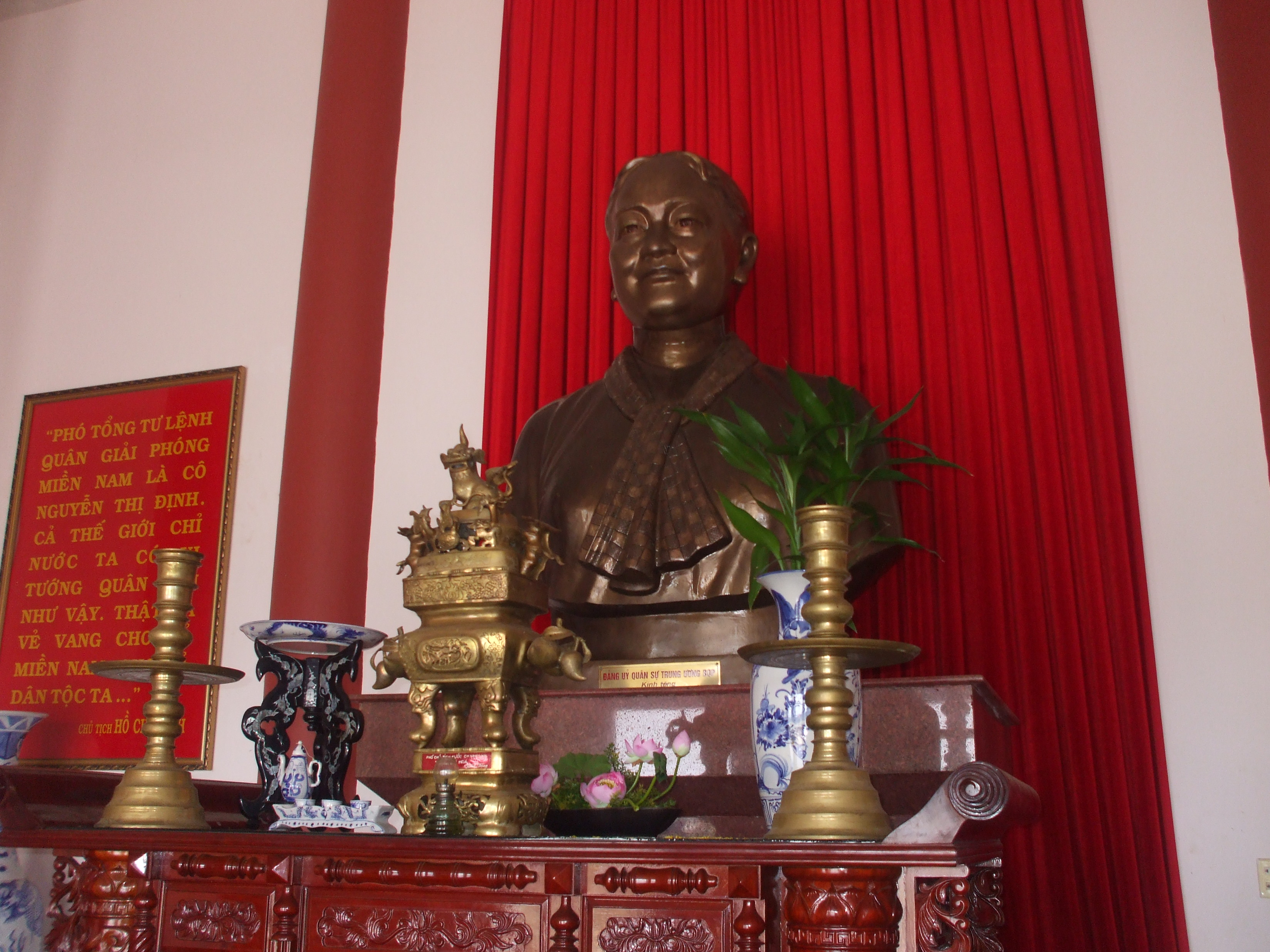
Tượng Nguyễn Thị Định trong đền thờ

- Sau khi bà mất, đền thờ bà được lập tại ấp Phong Điền, Lương Hòa, Giồng Trôm. Trong đền thờ có tượng đồng chân dung bà, tượng có chiều cao 1,75 m, nặng 1.025 kg, đặt trên bệ thờ cao 1,5 m do Bộ Quốc phòng trao tặng.[12]
- Nhân dân Hát Môn (Hà Nội) cũng đã rước bát hương bà về thờ trong khu đền Hai Bà Trưng.
- Tên của bà cũng được đặt cho nhiều tuyến đường, phố và trường học tại nhiều địa phương khác nhau ở nhiều tỉnh, thành phố.

## Nhận xét
Lúc sinh thời, năm 1966, phát biểu tại Lễ kỷ niệm lần thứ 20 ngày thành lập Hội Liên hiệp Phụ nữ Việt Nam, Chủ tịch Hồ chí Minh khẳng định: “Phó tổng tư lệnh Quân giải phóng là cô Nguyễn Thị Định. Cả thế giới chỉ nước ta có vị tướng quân gái như vậy. Thật là vẻ vang cho miền Nam, cho cả dân tộc ta”. 